# Шаолінь цюань

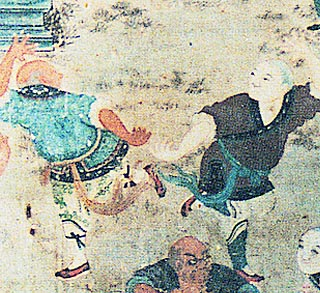
Ілюстрація бойового мистецтва у храмі Шаолінь

Шаолінь цюань (кит.: 少林功夫), також відоме як шаолінське ушу — одне з найстаріших і найвідоміших бойових мистецтв у світі. Є частиною чань (дзен) буддизму. Створене, за легендами, близько 1500 років тому у монастирі Шаолінь, провінція Хенань у центральному Китаї.

## Бойові мистецтва Китаю до Шаоліня
Китайські історичні записи, такі як Весняні та осінні аннали У та Юе, записи Великого історика та інші джерела документують існування бойових мистецтв у Китаї протягом тисячоліть. Наприклад, китайське бойове мистецтво боротьби Шуай Цзяо існувало до заснування храму Шаолінь вже кілька століть.
Оскільки китайські монастирі були великими земельними маєтками, які приносили значний регулярний дохід, ченці потребували певної форми захисту. Історичні відкриття вказують на те, що ще до заснування храму Шаолінь, ченці були озброєні та також займалися бойовими мистецтвами.

## Шаолінь, як місце розвитку бойових мистецтв
Перші згадки про бойові мистецтва в Китаї належать до бронзового століття, епохи Ся, Шан і Чжоу. Вже тоді предки китайців із задоволенням забивали один одного бронзовою зброєю, приносили людські жертви богам і писали ієрогліфи на людських лопатках.
За часів Воюючих царств Чжанго (770 р. до н. е. — 221 р. до н. е.) особливого значення набули бойові мистецтва — ворогуючі князі часто тримали у своїй свиті майстрів бойових мистецтв. Першою письмовою згадкою можна вважати пам'ятник епохи Хань — «Шанцзін» (Книга пісень). У ньому є рядок: «хто не володіє мистецтвом кулака, той не може бути хоробрим», яка говорить не тільки про бойове мистецтво взагалі, але конкретно про кулачний бій, що особливо важливо.
У 495 році нашої ери в провінції Хенань був побудований храм Шаолінь. Першим ченцем, який проповідував там буддизм і вчив своїх послідовників комплексу вправ «руки вісімнадцяти архатів» був монах на ім'я Бодхидхарма (佛陀跋陀罗; Fótuóbátuóluó), китайці називають його просто Дамо (跋陀). Є історичні записи, що перші китайські учні Дамо, Хуейгуан (慧光) і Сенчжоу (僧稠), обидва володіли винятковими бойовими навичками.
Протягом короткого періоду правління династії Суй (581—618) структура шаолінського кунг-фу прийняли офіційну форму, і шаолінські ченці почали створювати власні бойові системи. З цього часу ченці Шаоліня практикували 18 методів Луохань з сильним буддійським колоритом, які пізніше були використані для створення більш просунутих бойових мистецтв Шаоліня. Ченці Шаоліня розвинули дуже потужні бойові навички, і це проявилося до кінця правління династії Суй.
У XIII або XIV століттях (це не точно), коли монастир проіснував майже тисячу років, туди прийшов майстер Цзюе Юен (Дракон, що прозрів). Ось він, загартований в сутичках з бандитами і навчався ушу у багатьох майстрів, і реформував знамениті «руки вісімнадцяти архатів», за легендою, подаровані ченцям Бодхідхармою, створивши знаменитий жорсткий стиль Шаоліня.

## Техніка Шаолінь Цюань
Шаолінь Цюань позначається за допомогою 6 ієрогліфів, кожен з яких несе в собі інформацію про те, яким повинен бути бій, і як слід вивчати цей стиль. Практика, відповідність, сміливість, швидкість, лютість і справжність — ось ці 6 ієрогліфів.
Як і звичайна система китайських бойових мистецтв, бойові методи Шаоліня вивчаються за допомогою форм таолу (套路; tàolù). Форми, які технічно тісно пов'язані між собою, поєднуються між собою і розглядаються як один підстиль. Їх зазвичай називають маленькими та великими формами, як мала та велика хун цюань, які разом утворюють стиль Шаолінь хун цюань, а також малий та великий пао цюань тощо. Існують також деякі стилі з однією формою, наприклад, тайцзу чан цюань. Дійсно, ці стилі не є повними або самостійними, це всього лише класифікація різних форм шаоліньського кунг-фу на основі їх технічного змісту.
Вивчення цього стилю починається з базової техніки (джибенгун). Вона включає в себе розминку і підготовчі вправи. Потім вони вивчають техніки або «чжао».
Весь тренінг ділиться на 4 частини.
- «Куаншу» або «Кванфа», він орієнтований на одиночну роботу руками і ногами, без застосування зброї. Тут вивчають стійки, підготовчі вправи, рухи, базові удари і блоки. Але вже в цій частині зустрінуться акробатичні елементи і 40 різних таолу.

- Другий розділ є переважання парної роботи, але додається ще й саньда (вільна боротьба).

- Третій розділ присвячений вивченню мистецтва володіння 18 видами традиційної китайської зброї. В список такої зброї входять досить різноманітні предмети: мотика, посох ченця, довга жердина, ланцюг, прямий меч і т. д. Його метою є формування і розвиток здатності до контролю ци.

- Четвертий етап — «Нейгун» — це дихальні і медитативні вправи, спрямовані на мистецтво управління внутрішньою енергією ци. Він не менш важливий, ніж всі попередні, адже він дозволяє досягти найвищого рівня в знаннях стилю Шаолінь Цюань.

Ченці Шаоліня придумали знаменитий іспит на майстерність, коли учень проходив дванадцять «застав», в яких на нього напали два майстри. І або доводив свою майстерність, або йшов на перепідготовку. Саме ця традиція стала основою легенд про знаменитий лабіринт манекенів, де механічні воїни били майбутніх майстрів дерев'яними руками.

## Стилі і підстилі шаоліньцюань
Шаоліньське кунг-фу налічує більше сотні збережених стилів. Зафіксовано документацію понад тисячі збережених форм, що робить Шаолінь найбільшою школою бойового мистецтва у світі. За часів династії Цинь (1644—1911) шаоліньські ченці вибрали 100 найкращих стилів шаолінського кунг-фу. Тоді вони склали шорт-лист 18 найвідоміших з них. Однак кожна лінія ченців Шаоліня завжди вибирала свої власні стилі. Кожен стиль навчає унікальним методам боротьби (散打; sàndǎ) і збереження здоров'я за допомогою однієї або декількох форм. Щоб вивчити повну систему, ченці Шаоліня освоюють ряд стилів і зброї. Найбільш відомими стилями шаоліньського кунг-фу є:
- 18 рук Архата (罗汉十八手; luóhàn shíbā shǒu): відомий як найдавніший стиль.
- Стиль потопу (洪拳; hóngquán): з малою формою (小洪拳; xiǎo hóngquán), відомою як син стилів, і великою формою (大洪拳; dà hóngquán), відомою як мати стилів,
- Вибуховий стиль (яп. 炮拳; pàoquán): відомий як король стилів,
- Стиль «Проникаючі руки» (通臂拳; tōngbìquán),
- Стиль 7 зірок і оборони Воріт серця і розуму (七星 & 长护心意门拳; qī xīng & cháng hù xīn yì mén quán),
- Стиль «Цвітіння сливи» (梅花拳; méihuāquán),
- Стиль сяючого сонця (朝&昭 阳拳; cháo & zhāo yáng quán),
- Стиль Архат (罗汉拳; luóhànquán): відомий як найбільш представницький стиль,
- Стиль Ваджрапані (яп. 金刚拳; jīn'gāngquán),
- Далекобійний стиль Імператора (太祖长拳; tàizǔ chángquán): відомий як найграціозніший стиль,
- 6-Матчевий стиль (六合拳; liùhéquán),
- М'який стиль (柔拳; róuquán),
- Стиль розуму (心意拳; xīnyìquán)
- Імітаційні стилі (象形拳; xiàngxíngquán) (включаючи Дракона, Тигра, Леопарда, Орла, Мавпу, Богомола та ін.),
- П'яний стиль (醉拳; zuìquán), У 1669 році Хуан Цзунсі описав бойові мистецтва Шаоліня як «зовнішнє» мистецтво на противагу Удану або внутрішнім мистецтвам. З тих пір Шаолінь став популярним синонімом того, що вважається зовнішніми китайськими бойовими мистецтвами, незалежно від того, чи має конкретний стиль, про який йде мова, якийсь зв'язок з монастирем Шаолінь. Одні говорять, що немає різниці між так званими внутрішніми і зовнішніми системами китайських бойових мистецтв, в той час як інші відомі викладачі дотримуються думки, що вони різні.

Шаолінь Цюань — дуже красивий, багатий і видовищний стиль ушу. Але, звичайно, він досить складний для вивчення. Кажуть, що на вивчення лише базових технік піде близько 10 років. І це за умови щоденних шестигодинних тренувань.